# Frösjön (Odensvi socken, Småland)
Frösjön är en sjö i Västerviks kommun i Småland och ingår i Botorpsströmmens huvudavrinningsområde. Sjön är 27 meter djup, har en yta på 0,302 kvadratkilometer och är belägen 131,6 meter över havet.

## Delavrinningsområde
Frösjön ingår i det delavrinningsområde (642438-151650) som SMHI kallar för Ovan 642447-151751. Medelhöjden är 140 meter över havet och ytan är 1,82 kvadratkilometer. Det finns inga avrinningsområden uppströms utan avrinningsområdet är högsta punkten. Vattendraget som avvattnar avrinningsområdet har biflödesordning 3, vilket innebär att vattnet flödar genom totalt 3 vattendrag innan det når havet efter 61 kilometer. Avrinningsområdet består mestadels av skog (75 procent). Avrinningsområdet har 0,3 kvadratkilometer vattenytor vilket ger det en sjöprocent på 16,4 procent.